# Alphonse Gratry

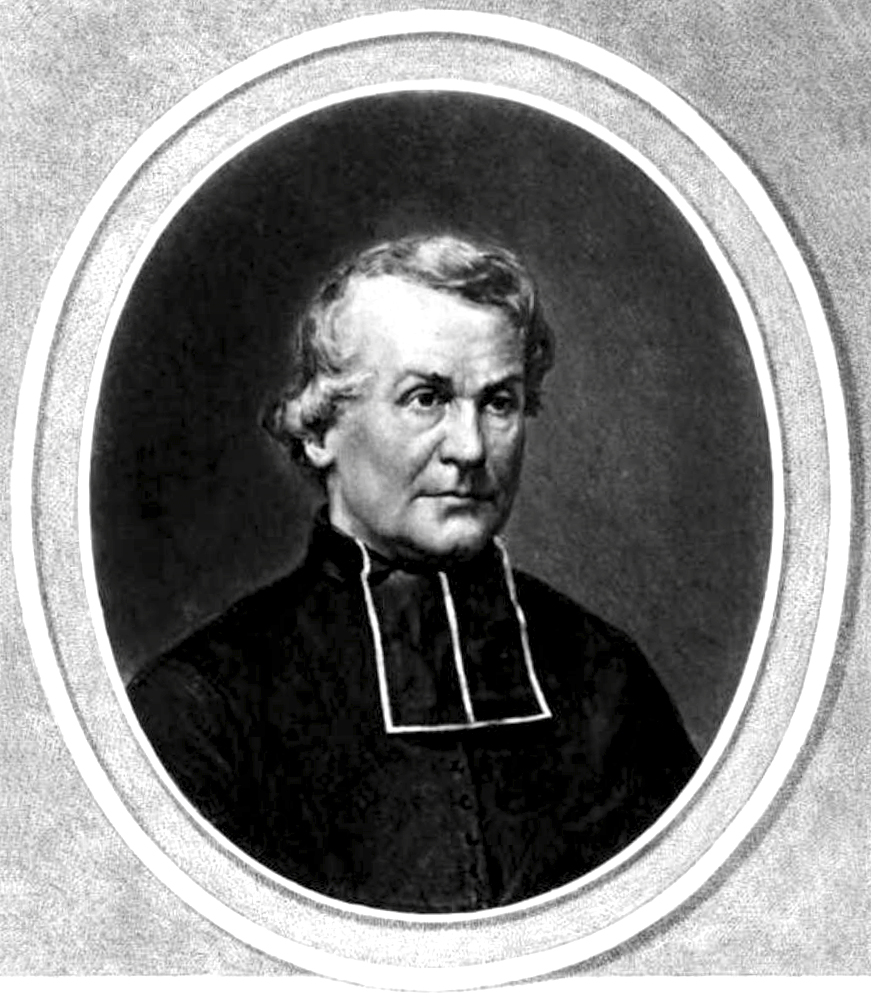
Alphonse Gratry

Auguste Joseph Alphonse Gratry (* 30. März 1805 in Lille; † 7. Februar 1872 in Montreux) war ein französischer katholischer Religionslehrer, Priester, Infallibilitätsgegner und Pazifist.
Nach militärischer Ausbildung studierte Gratry bei Louis Eugène Marie Bautain in Straßburg (eine fideistisch-biblizistische Tradition, prämodernistisch), wo er 1832 Priester wurde, bekämpfte Renan und Vacherot sowie insbesondere den Pantheismus Hegels, 1852 Gründung des Oratoriums von der Unbefleckten Empfängnis,  wo er später austrat, 1861 tritt er für den Frieden ein, indem er sich für sozialen Fortschritt und christliche Ökumene engagiert. 1863 wird er Professor an der Pariser Sorbonne, 1867 Mitglied der Académie française.
Seine Schrift gegen die Unfehlbarkeit hat Fridolin Hoffmann authentisiert auf Deutsch herausgegeben. Sie wird im Rahmen der Schriften zum Ersten Vatikanum ausführlich behandelt. Doch unterwarf sich Gratry.
Im Bereich der pazifistischen und erotischen Emanzipation im Zusammenhang mit einer idealistisch-spekulative Elemente aufnehmenden Philosophie der Völkerfreundschaft (Herder) stellt er der Scholastik eine eigene Ontologie entgegen. Sein Weg von der unbefleckten Empfängnis zu einer freien spirituellen Sexualität erreicht zwar weder die mystische Intensität der Saint-Martin'schen oder Baader'schen erotischen Philosophie, ist aber aufgrund ihrer Verbindung mit der Zölibatsproblematik von größerem Einfluss insbesondere bei den betroffenen Kreisen. Philosophisch arbeitet er sich ab an einer Inbezugsetzung von Lebensphilosophie und mathematischer Logik.
Die Sillon-Bewegung beruft sich – seit 1894 – auf ihn, 1906 wird eine Gratry-Gesellschaft für den Frieden gegründet.

## Werke
- Le Mois de Marie. Paris 1859, deutsch Herder Köln/München/Wien 1925.

- De la connaissance de Dieu. 2 Bände, Paris 1853, deutsch Regensburg 1858.

- De la connaissance de l'âme. Paris 1857, deutsch Regensburg 1859.

- La Paix. Paris 1861.

- La philosophie du Credo. Paris 1861, deutsch Herder Köln/München/Wien 1926.

- Briefe an Msgr. Dechamps. 2., 3., 4. Brief. Autorisierte Übersetzung von Fridolin Hoffmann. Münster: Brunn 1870.

- Du sacerdoce au mariage. Gratry et Loyson. In: A. Houtin, P.-L. Couchoud (Hrsg.): Lettres et journaux intimes. Rieder, Paris 1927.